# Rychnov u Nových Hradů
Rychnov u Nových Hradů (deutsch Deutsch Reichenau) ist ein Dorf in der Gemeinde Horní Stropnice im Okres České Budějovice in Tschechien. Es liegt acht Kilometer südwestlich von Nové Hrady.

## Geographie
Rychnov u Nových Hradů liegt im Novohradské podhůří (Gratzener Vorgebirge) am Svinenský potok (Schweinitzer Bach). Nachbarorte sind Kamenná im Norden, Humenice (Maierhof) und Horní Stropnice im Nordwesten, Dobrá Voda und Dlouhá Stropnice (Langstrobnitz) im Osten, Konratice (Konradschlag) und Hojná Voda im Südosten, Hartunkov (Hardetschlag) im Süden, Valtéřov (Waldetschlag) und Benešov nad Černou im Südwesten, Kléni (Gollnetschlag) im Westen sowie Kondrač (Neudorf) und Čížkrajice (Sitzkreis) im Nordwesten.

## Geschichte
Erstmals schriftlich erwähnt wurde Deutsch Reichenau am 29. Juni 1261, als Agnes, Witwe des Pilgrim von Wittingau (Pelhřim z Třeboňě) die 1259 vom Prager Bischof Johann geweihte Kirche von Deutsch Reichenau dem Kloster Hohenfurt schenkte. Die Schenkung wurde im selben Jahr mit einer in Rosenberg ausgestellten Urkunde von Smil von Gratzen (Smil z Nových Hradů), einem Sohn des Hojer von Lomnitz (Ojíř z Lomnice) bestätigt. Die letztgenannte Urkunde bezeugten die Brüder Heinrich und Wok von Krumau (Heinricus et dominus Wocho fratres dicti de Chrumbenaw). Aus den Schenkungsurkunden kann geschlossen werden, dass Deutsch Reichenau im Besitz des witigonischen Familienzweiges der Herren von Landstein war und vermutlich von Witiko IV. (auch Witiko von Klokoty; tschechisch Vítek IV. z Klokot † 1234) oder dessen Sohn Pilgrim von Wittingau gegründet wurde. Die bereits 1261 erwähnte Kirche des hl. Ägidius wurde in den Hussitenkriegen zerstört und anschließend im Stil der Gotik wieder aufgebaut.
Nach dem Münchner Abkommen gehörte Deutsch Reichenau 1938–1945 zum Landkreis Kaplitz im Reichsgau Oberdonau. 1939 bestand es aus 720 Einwohnern. Nach dem Zweiten Weltkrieg wurde die deutsche Bevölkerung 1945/46 vertrieben. Dadurch wurden zahlreiche Gebäude dem Verfall preisgegeben und devastiert. Durch den Bevölkerungsrückgang wurde die weitere wirtschaftliche Entwicklung gehemmt. 1991 hatte der Ort 154 Einwohner. Im Jahre 2001 bestand das Dorf aus 54 Wohnhäusern, in denen 194 Menschen lebten.

## Sehenswürdigkeiten
- Gotische Kirche des hl. Ägidius
- Vierkanthöfe